# Ii Naomasa
Ii Naomasa (井伊 直政?; 4 marzo 1561 – 24 marzo 1602) è stato un generale giapponese e samurai alle dipendenze dello Shōgun Tokugawa Ieyasu. Viene ricordato come uno dei quattro guardiani del clan Tokugawa (Shitennō-Tokugawa 徳川四天王?) e capo più influente del clan Ii.

## Biografia
Naomasa nacque nel villaggio di Hoda, unico figlio di Ii Naochika, e il suo nome d'infanzia era Toramatsu. Suo padre era un samurai di Imagawa Ujizane e fu giustiziato per ordine del suo signore poco dopo la nascita di Naomasa. Il bambino e la madre riuscirono a fuggire e furono costretti a vagare per tutto il Giappone finché, nel 1578, entrò al servizio di Tokugawa Ieyasu, durante la battaglia di Tanaka. Nel 1584 alla battaglia di Nagakute si distinse in modo particolare, infliggendo grandi perdite ai Takeda grazie al fuoco delle artiglierie. 
Quando Ieyasu accettò il feudo nel Kantō, Naomasa, ormai abile generale, fu insignito del castello di Minowa nel Kōzuke. Fu inoltre proclamato hatamoto dopo che Tadayoshi, figlio di Ieyasu, ebbe sposato sua figlia. 
Il contingente di cavalleria che Naomasa guidava abitualmente in battaglia erano i cosiddetti Akaoni, "Demoni Rossi", chiamati così perché vestiti in armature di quel colore (anche Naomasa ne aveva una simile, con un elmo sormontato da due grosse corna d'oro). Si dice che adottò questa tenuta dopo la sconfitta dei Takeda, rendendo così omaggio a Yamagata Masakage ed alla sua unità rosso fuoco, di cui Naomasa sfruttò le brillanti strategie sul campo di battaglia.
Alla battaglia di Sekigahara, Naomasa insistette per guidare il primo assalto assieme a suo genero, ma gli si oppose Masanori Fukushima, con cui scoppiò un violento litigio. Alla fine attaccarono entrambi Ukita Hideie all'inizio della battaglia, generando non poca confusione. Alla fine della giornata, mentre metteva in fuga le truppe di Shimazu Yoshihiro, Naomasa ricevette una pallottola di moschetto nel braccio sinistro. Ieyasu in persona gli medicò la ferita e Naomasa poté guidare l'ultimo attacco al castello di Sawayama. Pochi giorni dopo trovò e catturò Ishida Mitsunari, che si era nascosto sulle montagne: Naomasa, che aveva già salvato i figli di Ishida durante l'attacco di Sawayama, lo trattò con grande rispetto, nonostante fosse un nemico sconfitto.
Naomasa fu ricompensato dei suoi servigi con le terre dello sconfitto Ishida, ma non poté godere a lungo la sua nuova fortuna. La ferita ricevuta a Sekigahara e trascurata durante i giorni successivi non tardò a minare la salute di Naomasa. Le sue condizioni precipitarono e Naomasa morì nel marzo del 1602, non riuscendo a vedere finito il castello di Hikone, di cui aveva ordinato la costruzione, e lasciando due figli piccoli, Naotsugu e Naotaka, che presero il suo posto al servizio di Tokugawa.